# Ласин (гмина)
Ласин (пол. Łasin) — гмина (волость) в Польше, входит как административная единица в Грудзёндзский повет, Куявско-Поморское воеводство. Население — 8206 человек (на 2008 год).

## Сельские округа
1. Выбудоване-Ласиньске
2. Выджно
3. Гочалки
4. Завда
5. Завдзка-Воля
6. Козлово
7. Мале-Щепанки
8. Нове-Блоново
9. Нове-Мосты
10. Ногат
11. Плесево
12. Пшеславице
13. Старе-Блоново
14. Хута-Стшельце
15. Шинвалд
16. Шоново-Крулевске
17. Шоново-Шляхецке
18. Щепанки
19. Якубково
20. Янковице

## Прочие поселения
1. Богданки
2. Боже-Поле
3. Горданово
4. Людвихово
5. Нове-Янковице
6. Свенте
7. Шинвалдзик
8. Херманово

## Соседние гмины
1. Гмина Бискупец
2. Гмина Гардея
3. Гмина Грута
4. Гмина Киселице
5. Гмина Рогузьно
6. Гмина Свеце-над-Осой